# Liborna
Liborna (nom occità) (en francès Libourne) és un municipi francès situat al departament de la Gironda i a la regió de la Nova Aquitània. L'any 2007 tenia 23.000 habitants.

## Demografia
| Evolució de la població base Cassini de l'EHESS |       |       |       |       |       |       |        |        |
| 1793                                            | 1800  | 1806  | 1821  | 1831  | 1836  | 1841  | 1846   | 1851   |
| 9.100                                           | 8.076 | 8.293 | 8.787 | 9.838 | 9.714 | 9.814 | 11.813 | 12.650 |

| 1856   | 1861   | 1866   | 1872   | 1876   | 1881   | 1886   | 1891   | 1896   |
| ------ | ------ | ------ | ------ | ------ | ------ | ------ | ------ | ------ |
| 13.290 | 13.565 | 14.639 | 14.960 | 15.231 | 15.981 | 16.736 | 17.867 | 18.016 |

| 1901   | 1906   | 1911   | 1921   | 1926   | 1931   | 1936   | 1946   | 1954   |
| ------ | ------ | ------ | ------ | ------ | ------ | ------ | ------ | ------ |
| 19.175 | 19.323 | 20.085 | 18.083 | 18.453 | 19.103 | 19.491 | 20.166 | 19.474 |

| 1962   | 1968   | 1975   | 1982   | 1990   | 1999   | 2006 | 2011 | 2016 |
| ------ | ------ | ------ | ------ | ------ | ------ | ---- | ---- | ---- |
| 19.834 | 22.123 | 21.651 | 22.119 | 21.012 | 21.764 | -    | -    | -    |

| 2019 | - | - | - | - | - | - | - | - |
| ---- | - | - | - | - | - | - | - | - |
| -    | - | - | - | - | - | - | - | - |

## Administració
| Període   | Identitat          | Partit |
| --------- | ------------------ | ------ |
| 1947-1959 | Abel Boireau       |        |
| 1959-1979 | Robert Boulin      | RPR    |
| 1979-1989 | André Teurlay      | UDF    |
| 1989-2011 | Gilbert Mitterrand | PS     |
| 2011-     | Philippe Buisson   | PS     |

## Agermanaments
- Logronyo
- Schwandorf
- Keynsham